# Alexander Hermann von Wartensleben

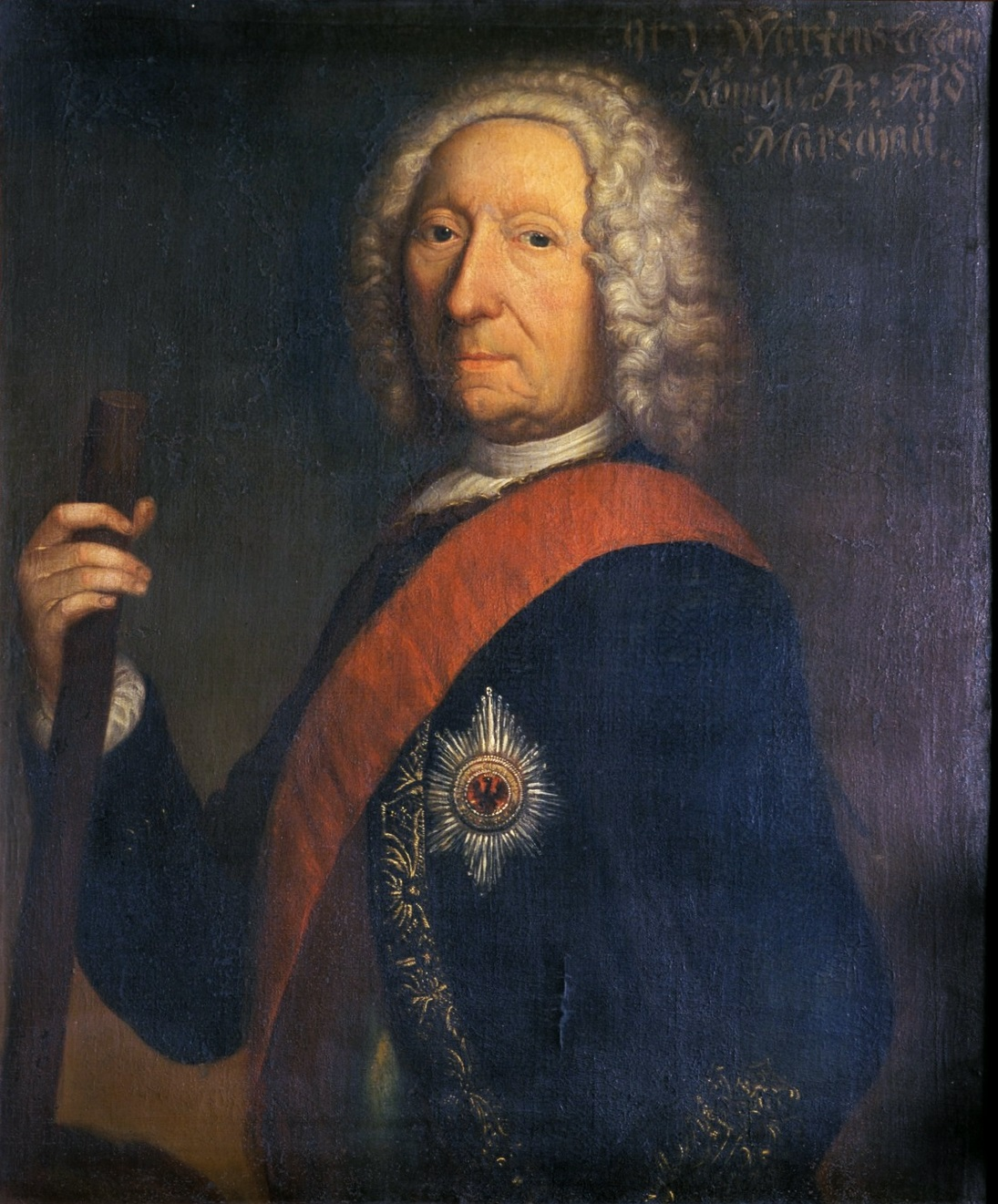
Alexander Hermann Graf von Wartensleben, zeitgenössisch 1701–1710, heute im Schloss Molsdorf

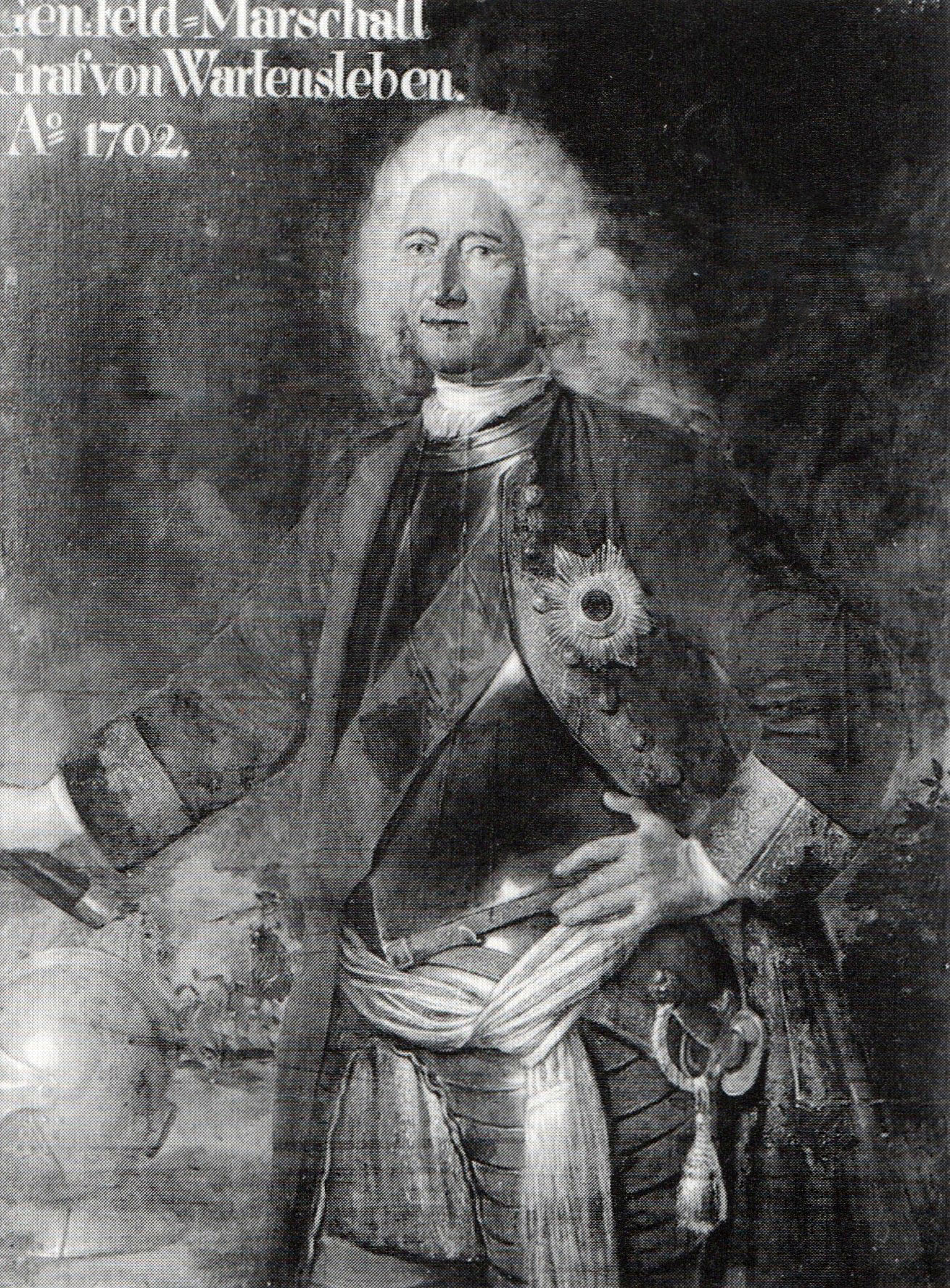
Alexander Hermann Graf von Wartensleben

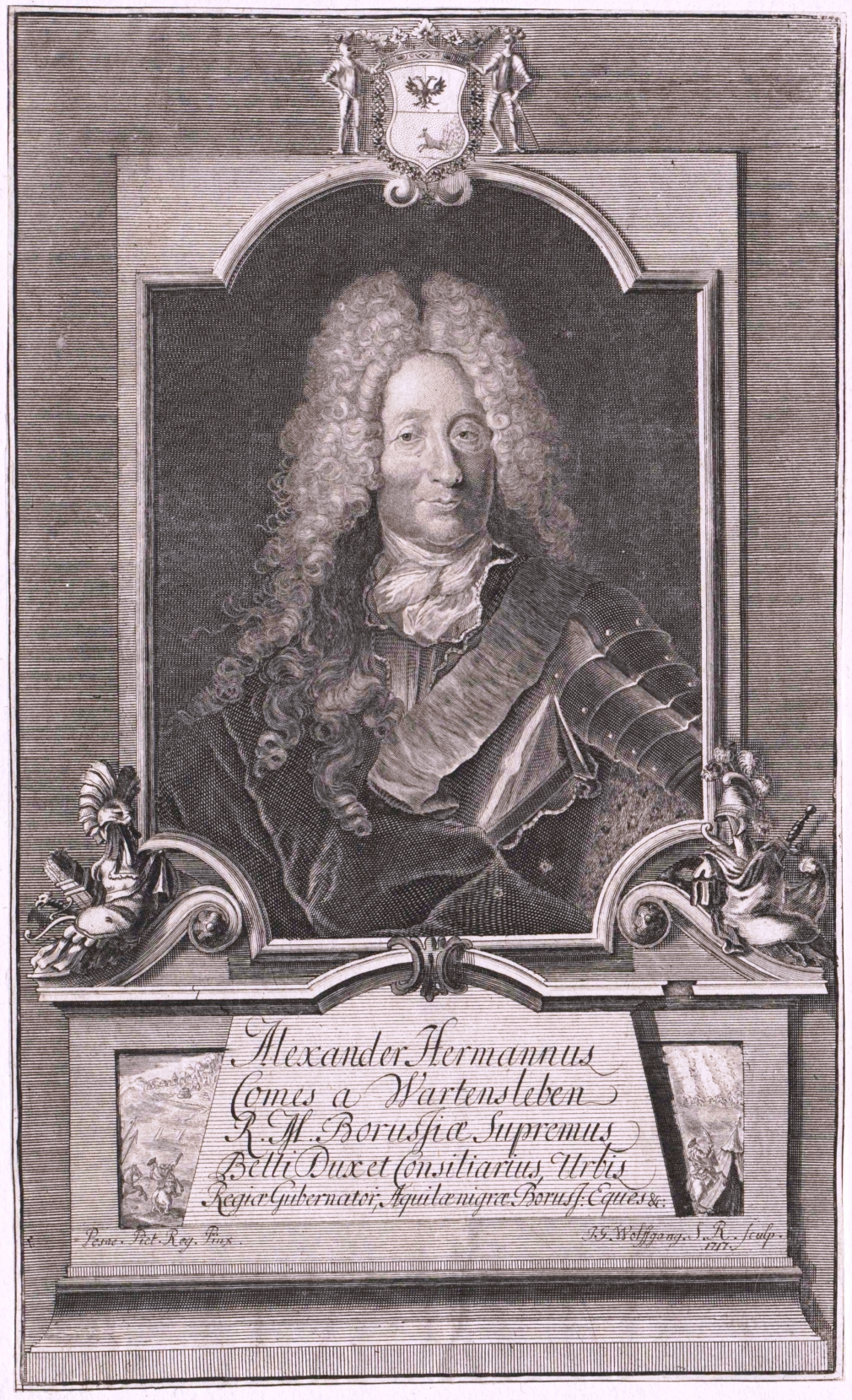
Alexander Hermann Graf von Wartensleben, Stich von Johann Georg Wolffgang nach Antoine Pesne (1717)

Alexander Hermann von Wartensleben, seit 1703 Graf von Wartensleben (* 16. Dezember 1650 in Lippspringe; † 26. Januar 1734 in Berlin), war Offizier in verschiedenen Diensten, preußischer Generalfeldmarschall und als Wirklicher Geheimer Rat Teil des Drei-Grafen-Kabinetts.

## Leben

### Jugend
Alexander Hermann wurde als Sohn des Gutsbesitzers Hermann Hans von Wartensleben und dessen Ehefrau Elisabeth von Haxthausen in Lippspringe geboren. Sein Vater besaß Güter in Exten, Rinteln, Nordhold und Ottleben. Exten war der Stammsitz der Familie; Lippspringe wurde Geburtsort, da seine Mutter gerade ihren Bruder dort besuchte. Getauft wurde Alexander Hermann am 15. Januar 1651 in Exten. Er hatte sechs Brüder und vier Schwestern. Seine vier älteren Brüder fielen alle als Soldaten, ein jüngerer Bruder starb an den Kriegsfolgen.

### Frankreich
Wartensleben kam im Alter von 13 Jahren als Page an den landgräflichen Hof in Kassel, wo er mit den hessischen Prinzen erzogen wurde. 1666 trat er in die französischen Grands Mousquetaires ein, schied aber bereits 1667 wieder aus und wechselte stattdessen in das Elsässische Regiment des Pfalzgrafen Christian II. von Pfalz-Zweibrücken-Birkenfeld, mit dem er als Fähnleinführer 1667/68 an Turennes Feldzug in den Niederlanden teilnahm. Dabei wurde er mehrfach verwundet, dann aber auch 1668 Leutnant und Aide-de-camp im Regiment Elsass.

### Hessen-Kassel
1673 schied er aus französischen Dienst aus und schloss sich als Freiwilliger der kurbrandenburgischen Garde zu Pferde an, die am Oberrhein kämpfte. Im Sommer 1675, als Kurfürst Friedrich Wilhelm von Brandenburg seine Truppen wegen des Schwedeneinfalls in seine Lande aus der Reichsarmee zurückzog, wechselte Wartensleben als Kapitän in den Dienst von Hessen-Kassel und wurde noch im gleichen Jahr Major. 1677–1679 nahm er als Oberstwachtmeister und Kompaniechef im Regiment des Obersten Johann ufm Keller, das die Kasseler Regentin Hedwig Sophie auf Wunsch des Kaisers Leopold I. (HRR) ihrem Schwiegersohn, dem dänischen König Christian V., im Schonischen Krieg gegen Schweden zur Verfügung stellte, im Juni 1677 an den Kämpfen vor Malmö und im Juli an der verlorenen Schlacht bei Landskrona teil. Danach kämpfte er ab September 1677 mit dem hessischen Regiment auf Rügen, wo er am 8. Januar 1678 in der Schlacht von Warksow verwundet wurde und in schwedische Gefangenschaft geriet.
Nachdem er im Zuge eines Gefangenenaustausches wieder in Freiheit gelangt war, beförderte ihn Landgraf Karl am 10. Juli 1680 zum Oberstleutnant im Regiment seines Bruders Philipp. Anfang 1683 machte Landgraf Karl ihn zum Kommandeur des kurz zuvor als „Regiment Lippe zu Fuß“ gegründeten Infanterieregiments, das im Mai 1684 die Bezeichnung „Leibregiment zu Fuß“ erhielt. 1683 nahm Wartensleben als Generaladjutant des Fürsten Georg Friedrich von Waldeck, des Befehlshabers der Kreistruppen Bayerns, Frankens und Oberhessens, am Entsatz von Wien während der Türkenbelagerung im September 1683 und danach als Freiwilliger an den Verfolgungskämpfen in Ungarn teil, u. a. an der Eroberung von Gran am 9. Oktober 1683 und der Belagerung von Ofen ab Juli 1684. Unmittelbar nach seiner Rückkehr nach Kassel wurde er am 30. Oktober 1684 zum Oberst befördert und Anfang 1685 übernahm er das „Regiment Prinz Philip zu Fuß“. Im März 1686 wurde er als Oberamtmann und Kommandant von Ziegenhain dem Obersten Johann zur Brüggen unterstellt, aber noch ehe er diesen Posten antreten konnte, wurde er nach Venedig entsandt, um einen Subsidienvertrag zur Abstellung eines Kasseler Regiments an die Republik Venedig auszuhandeln. Dieses Regiment kämpfte dann unter seinem Befehl 1687 auf der Morea, dem heutigen Peloponnes, gegen das Osmanische Reich.
Angesichts des drohenden Kriegsausbruchs zwischen Frankreich und dem Reich stellte er 1688 ein neues Kavallerie-Regiment auf, die sogenannten Wartensleben-Dragoner. Nach dem bald darauf erfolgten Beginn des Pfälzischen Erbfolgekriegs im September 1688 und der Bildung des Magdeburger Konzerts am 22. Oktober marschierte er mit seinen beiden Regimentern im Rahmen Armee der Konzert-Partner an den Mittelrhein. Auf Wunsch der Stadt Frankfurt wurde er dort Stadtkommandant und schützte die Stadt mit seinen Truppen vor französischen Angriffen. Im folgenden Jahr nahm er mit seinen beiden Regimentern an der Belagerung und Eroberung von Mainz teil. Am 2. Februar 1690 wurde er zum Generalmajor befördert, befehligte dann die gesamte hessische Infanterie während Landgraf Karls fruchtlosen Mosel-Feldzugs und im Winter 1690/91 alle zwischen Bonn und Heidelberg befindlichen hessischen Truppen.

### Sachsen-Gotha-Altenburg
Im Juni 1691 trat Wartensleben in den Dienst des Herzogs Friedrich I. von Sachsen-Gotha und Altenburg und wurde Oberbefehlshaber der Truppen der sächsischen Herzöge von Sachsen-Gotha-Altenburg, Sachsen-Weimar und Sachsen-Eisenach in der Reichsarmee. Er stellte umgehend sechs neue Regimenter auf und marschierte Ende Juli mit neun Regimentern in Richtung Oberrhein, kam jedoch nur bis Nürnberg. Dort erreichte ihn die Nachricht vom unerwarteten Tod Herzog Friedrichs am 2. August 1691 und seiner Berufung in den Vormundschaftsrat für die erst 15 und 14 Jahre alten Söhne des Herzogs, und er marschierte mit seinen Truppen wieder zurück.
Am 27. Dezember 1691 wurde er von Kaiser Leopold I. zum Feldmarschallleutnant befördert, und im November 1692 zog er mit seinen Regimentern an den Oberrhein, wo Markgraf Ludwig von Baden-Baden, der „Türkenlouis“, gerade den Oberbefehl über die Reichstruppen übernommen hatte. An Kampfhandlungen war er allerdings dort nicht beteiligt, da er nahezu umgehend an den Niederrhein zu Verhandlungen mit den Verbündeten entsandt wurde. Dort stellte man ihm den Befehl über einen Teil des zum Entsatz der von den Franzosen belagerten Stadt Namur gebildeten Heers in Aussicht, aber die Festung Namur kapitulierte am 5. Juni 1692, bevor das Entsatzheer eintraf, und Wartensleben kehrte an den Oberrhein zurück. Dort nahm er im Herbst an einem missglückten Zug in die Pfalz teil und bewahrte dann durch einen geschickten Marsch Heilbronn vor einem französischen Überfall. Auch in den folgenden Kriegsjahren bis zum Frieden von Rijswijk blieb er – ausgenommen eine Mission zum kaiserlichen Hof nach Wien – am Oberrhein stationiert, ohne dass er mit seinen Truppen in größere Kampfhandlungen verwickelt wurde. 1695 wurde er kaiserlicher Generalfeldzeugmeister.

### Preußen
Wartensleben, den zuvor bereits die Republik Venedig und König August II. von Polen anzuwerben versucht hatten, wechselte am 18. August 1702 mit kaiserlicher und gothaischer Erlaubnis in den Dienst des preußischen Königs Friedrich I., der ihn zum Generalfeldmarschall und Geheimen Kriegsrat ernannte und am 19. August als Nachfolger des dem mächtigen Premierminister Johann Kasimir Kolb von Wartenberg unbequem gewordenen Grafen Hans Albrecht von Barfus zum Gouverneur von Berlin berief. Diese Position behielt er bis zu seinem Tod 1734. Als Mitglied des sogenannten „Drei-Grafen-Kabinetts“ – wegen der Anfangsbuchstaben ihrer Namen, Wartenberg, Wartensleben und Wittgenstein, auch Das dreifache Weh Preußens genannt – war er maßgebend an der Gestaltung der preußischen Politik von 1702 bis 1710 beteiligt. Zu Kriegsdiensten zog ihn der König nicht mehr heran, obwohl der Spanische Erbfolgekrieg Gelegenheit dazu geboten hätte.
Am 2. September 1702 erhielt er vom König den Schwarzen Adlerorden sowie das durch die Entlassung Barfus’ freigewordene Kavallerie-Regiment. 1703 erhob ihn König Friedrich in den preußischen Grafenstand. Dem folgten in den nächsten Jahren weitere mit beträchtlichen Einkünften verbundene Gunstbezeigungen wie 1705 die Amtshauptmannschaft der königlichen Schatull-Ämter Potsdam und Saarmund mit zusammen 500 Talern jährlichen Einkommens und im Dezember 1705 eine Pension von 4000 Talern jährlich. Am 29. März 1706 erhielt er von Kaiser Joseph I. die erbliche Reichsgrafenwürde.
Als Ende 1710 die horrende Misswirtschaft und Korruption Wartenbergs und Wittgensteins zum Sturz dieser beiden führte, blieb Wartensleben relativ unangefochten und musste lediglich die Leitung der Militärverwaltung abgeben. Auch unter dem im Februar 1713 auf den Thron gelangten König Friedrich Wilhelm I. blieb er weiterhin in Amt, Würden und königlicher Gunst, und er begleitete den König im Pommernfeldzug 1715/1716. Bei der Belagerung von Stralsund fiel sein ältester Sohn aus seiner zweiten Ehe. Ein zweiter schwerer Schlag traf ihn im Jahre 1730, als der König den einzigen Sohn seiner Tochter Dorothea Sophie, den 26-jährigen Premierleutnant Hans Hermann von Katte, trotz der eindringlichsten Gnadengesuche von Großvater und Vater am 6. November 1730 köpfen ließ, weil er dem Kronprinzen Friedrich bei dessen Fluchtversuch behilflich gewesen war.

## Tod
Wartensleben starb am 26. Januar 1734 in Berlin. Er erhielt ein Staatsbegräbnis und für sich und seine Familie ein Erbbegräbnis in der Berliner Garnisonkirche, die im Zweiten Weltkrieg zerstört wurde. Sämtliche Gebeine der dort beigesetzten etwa 200 Personen wurden 1949 in 47 Särgen zusammengefasst und in ein Gemeinschaftsgrab auf dem Südwestkirchhof Stahnsdorf bei Berlin umgebettet.

## Familie
Er war seit dem 12. März 1676 mit Sophie Dorothea von May (1655–1684) verheiratet. Sie war die Tochter des hessischen Generals Peter Adolf von May († 1663). Durch die Heirat seiner Tochter Dorothea Sophia wurde er Schwiegervater des späteren Generalfeldmarschalls Graf Hans Heinrich von Katte, und somit Großvater des 1730 enthaupteten Leutnants Hans Hermann von Katte, um dessen Leben er den König vergeblich bat. Wartensleben hatte mit Sophie Dorothea von May folgende Kinder:
- Adolf Friedrich (1678–1701), Oberstleutnant Sachsen-Gotha[8]
- Karl Sophronius Philipp (1680–1751), polnischer Minister ⚭ Jeannette Marguerite Huyssen van Kattendijke (1691–1724), Schwiegereltern von Heinrich IX. Reuß zu Köstritz begründet die Linie „Wartensleben-Flodroff“
- Wilhelmine Charlotte (1683–1742), Oberhofmeisterin der Markgräfin Wilhelmine von Bayreuth[9] ⚭ 3. November 1704 Johann Bertram Arnold von Diepenbroick (1657–1720), Rat in Kleve
- Karl Aemilius (1683–1685)[10]
- Dorothea Sophia (1684–1707) ⚭ Hans Heinrich von Katte (1681–1741), preußischer Generalfeldmarschall

Wartensleben heiratete 1693 in zweiter Ehe Anna Sophia von Treskow aus dem Hause Lobeda (1670–1735). Das Paar hat folgende Kinder:
- Heinrich Friedrich Christian (1694–1715), preußischer Major
- Sophus Friedrich (*/† 1695)
- Joachim Wilhelm August (1696–1718), Oberstleutnant Sachsen-Gotha[11]
- Eleonore Friederike Sophie (1697–1757) ⚭ Graf Anton August von Hagen, polnisch-sächsischer Kammerherr Sohn des Feldmarschalleutnants Busso von Hagen
- Marie Henriette (*/† 1699)
- Hermann (1700–1764), Domherr in Magdeburg ⚭ Dorothea Johanna Albertina von der Groeben (1707–1766)
- Sophie Charlotte (1702–1771) ⚭ Johann Friedrich von Westerholt
- Friedrich Wilhelm (1703–1703)
- Friedrich Ludwig (1707–1782), Oberhofmeister ⚭ Agnes Augusta von Flemming (1716–1780), Tochter des Bogislaw Bodo von Flemming
- Friedrich Sophus (1709–1772), preußischer Gesandter in Stockholm und Kopenhagen
- Leopold Alexander (1710–1775), preußischer Generalleutnant ⚭ Anna Friederike von Kameke (1715–1788), Tochter des Paul Anton von Kameke